# Peripatus manni
Peripatus manni is een ongewerveld dier dat behoort tot de stam van de fluweelwormen (Onychophora). De wetenschappelijke naam van de soort werd voor het eerst geldig gepubliceerd door Brues in 1913.